# Неточка Незванова
«Не́точка Незва́нова» (дореф. «Неточка Незванова») — роман русского писателя XIX века Фёдора Михайловича Достоевского, публиковавшийся в 1849 году в журнале «Отечественные записки», но оставшийся незаконченным из-за ареста автора по «делу петрашевцев». В 1860-е годы, после возвращения с каторги, автор не продолжил роман, переработав написанное в повесть.

## История создания
В начале 1847 года Достоевский собирался поехать в Италию, где он планировал начать писать новый роман для журнала «Современник». В письме к брату Михаилу от 7 октября 1846 года писатель сообщает, что первую часть задуманного произведения планирует написать в Италии и прислать из-за границы в журнал. Вторую часть романа Достоевский рассчитывал написать там же и предоставить лично сразу же по возвращении. К осени автор надеялся успеть написать ещё одну или две части и завершить роман. «И сюжет (и пролог) и мысль у меня в голове», — рассказывал Достоевский брату. В конце октября писатель снова сообщает о задуманном романе, который рассчитывает писать весь следующий год, чтобы позже издать вместе с романом «Бедные люди» и повестью «Двойник». Вместе с замыслом нового произведения осенью 1846 года Достоевский «свежо, легко и успешно» работал над повестью «Хозяйка», несмотря на то, что идея нового романа всё больше увлекала писателя.
В письме от 26 ноября Достоевский писал брату о разрыве с журналом «Современник» и сближении с «Отечественными записками» из-за ссоры с Некрасовым: «Я имел неприятность окончательно поссориться с „Современником“ в лице Некрасова <…> Между тем Краевский, обрадовавшись случаю, дал мне денег и обещал, сверх того, уплатить за меня все долги к 15 декабря. За это я работаю ему до весны». В это время работа над «Хозяйкой», «работа для святого искусства, работа святая, чистая, в простоте сердца, которое ещё никогда так не дрожало и не двигалось» у Достоевского, и которую писатель планировал закончить к январю 1847 года, была окончательно прервана замыслом романа «Неточка Незванова», название которого впервые появилось 17 декабря 1846 года. Из-за финансовых проблем Достоевский не смог выехать за границу, как планировал ранее.
Из того же письма от 17 декабря 1846 года следует, что Достоевский планировал закончить работу над первой частью уже к 5 января 1847 года, так как «обязался поставить Краевскому». К этому времени писатель планировал роман из трёх частей и рассчитывал на успех у читателей: «Мне всё кажется, что я завел процесс со всею нашею литературою, журналами и критиками и тремя частями романа моего в „Отечественных записках“ устанавливаю и за этот год мое первенство назло недоброжелателям моим». Письма первой половины 1847 года рассказывают об активной работе Достоевского над произведением и его надеждах закончить роман к осени: «Он (роман) завершит год, пойдет во время подписки и, главное, будет, если не ошибаюсь теперь, капитальною вещью году». Тем не менее, работа над другими произведениями отвлекала писателя от романа. В частности, в это время параллельно продолжалась работа над «Хозяйкой», о скором окончании которой Достоевский сообщал в письме от 9 сентября 1847 года. В 1847 году «Неточка Незванова» так и не была закончена.
В 1848 году Достоевский читал фрагменты из «Неточки Незвановой» на собраниях кружка Петрашевского, который посещал до ноября 1848 года. На основе мемуаров Петра Семёнова-Тян-Шанского исследователи творчества писателя полагают, что к середине года уже была написана значительная часть произведения. Кроме того, первые слушатели отмечали, что рассказанная версия была «гораздо полнее, чем была она напечатана» позже. В черновых версиях романа повествование ведётся от лица автора, но уже в журнальной версии рассказчиком становится Неточка, а роман обретает подзаголовок «История одной женщины». Кроме того, изменился сюжет и размер задуманного произведения. Три опубликованные части получили названия: «Детство», «Новая жизнь», «Тайна»; стали более независимыми друг от друга, сохранив принадлежность к роману. Всего же планировалось более шести частей.
8 января 1849 года было получено разрешение Петербургского цензурного комитета на печать первой части романа. Впервые была опубликована в первом номере «Отечественных записок» за 1849 год. 1 февраля 1849 года Достоевский обещал Краевскому, что к июлю 1849 года в журнале будут напечатаны «первые шесть частей» романа. При доработке автор сократил роман на полтора печатных листа. 10 февраля одобрили печать второй части, вышедшей во втором номере «Отечественных записок». Уже к 15 февраля Достоевский обещал предоставить третью часть, рассчитывая получить за неё 100 рублей. Но даже к концу марта писатель успел закончить только первую из двух глав. В надежде успеть напечатать третью часть полностью в апрельском номере журнала Достоевский стал посылать её в редакцию кусками, но не успел. В письме к Краевскому от 31 марта 1849 года писатель обещал к 10 апреля предоставить уже четвёртую часть, а к 15 апреля — пятую. Но в итоге ничего не прислал, а 23 апреля был арестован. 30 апреля 1849 года было получено разрешение на печать третьей части незаконченного романа, но без подписи Достоевского. Третья часть была опубликована в майском номере «Отечественных записок» за 1849 год.

## Сюжет
Жизнь Неточки Незвановой прослеживается от 8 до 17 лет. Вначале девочка живёт с матерью и отчимом Ефимовым в каморке на чердаке большого петербургского дома. Одарённый скрипач, но высокомерный, грубый и бесцеремонный человек, отчим живёт за счёт «злодейки» жены, якобы загубившей его талант. Не понимая их истинных взаимоотношений, Н. Н. страстно привязывается к «отцу» и мечтает после смерти больной матери уйти с ним в новую, счастливую жизнь — в «дом с красными занавесами», богатый особняк, который виден из их окна. Пользуясь слепой любовью Н. Н., Ефимов заставляет её обмануть мать и отдать ему последние деньги для билета на концерт известного скрипача С-ца. Потрясенная мать в тот же вечер умирает. Отчим в припадке безумия уходит с Н. Н. навстречу её детской мечте, но потом бросает её одну на улице. Дальнейшая жизнь Н. Н. протекает в «доме с красными занавесами», куда её взяли из сострадания, а потом у Александры Михайловны, которая рада заменить «сиротке» мать и много сил отдает её воспитанию. Повзрослевшая Н. Н. проникает в домашнюю библиотеку, знакомится с романами, «волшебные картины» которых далеко уносят её от «унылого однообразия» вокруг. Имея «чудный» голос, в 16 лет начинает учиться пению в консерватории. Случай помогает ей проникнуть в тайну дома: в одной из книг она находит давнее забытое письмо некоего С. О. к Александре Михайловне. Их «безгрешная» любовь стала предметом «злобы и смеха» в обществе. Муж «защитил» жену, но с тех пор морально тиранит подавленную его «великодушием» женщину. Н. Н. испытывает к нему открытую неприязнь, тот же пытается оклеветать её в глазах жены, обвинив в переписке с любовником. Во время бурной сцены он не щадит чувств жены, в ответ на что Н. Н. прямо обличает его в притворстве и собирается навсегда покинуть их дом.

## Персонажи
Одним из действующих лиц романа является Овров — помощник в делах Петра Александровича. На основании небольшого сохранившегося фрагмента рукописи исследователи творчества Достоевского пришли к выводу, что первоначально данный персонаж задумывался как очередной «мечтатель», роль которого должна была быть достаточно весома. В ранних замыслах автора именно этот герой, вместо Неточки, находил письмо неизвестного с близкой и понятной для его характера идеей о «братском союзе двух сердец». Н. Н. Соломина предположила, что Достоевский задумывал сложные отношения между Овровым и Неточкой. В окончательном варианте, однако, его образ не раскрывается. Произведение завершается после первой встречи Оврова и Неточки.

## Критика
Тема страдающего ребёнка постоянна в творчестве Достоевского. Неточка Незванова во многом предваряет «эмансипированных» женских персонажей, таких, как Наташа Ихменева («Униженные и оскорбленные»), Дуня Раскольникова («Преступление и наказание»), Аглая Епанчина («Идиот»), Катерина Николаевна Ахмакова («Подросток») и др.